# ده میانه
ده میانه، روستایی از توابع بخش زند شهرستان ملایر در استان همدان ایران است.

## جمعیت
این روستا در دهستان کمازان علیا قرار دارد و براساس سرشماری مرکز آمار ایران در سال ۱۳۹۵، جمعیت آن ۱۱۰ نفر (۴۵خانوار) بوده‌است.